# Dietmar Berchtold
Dietmar „Didi“ Berchtold (* 6. August 1974 in Bludenz) ist ein ehemaliger österreichischer Fußballspieler. Er spielte im zentralen Mittelfeld und galt als technisch versierter Spieler. Seit seinem Karriereende als Aktiver bzw. teilweise bereits während seiner Spielerlaufbahn ist Berchtold als Fußballtrainer und -funktionär tätig.

## Karriere
Berchtold spielte bis zur U18 im Nachwuchsleistungszentrum in Dornbirn, Vorarlberg, und war U-15- und U-16-Nationalspieler von Österreich. Seine erste Profistation war der Wiener Sportklub, damals noch in der höchsten Spielklasse. 1994 kam Berchtold zu Vorwärts Steyr, wo er auf Anhieb Stammspieler wurde. Nach zwei Jahren wechselte er zum Lokalrivalen LASK Linz unter Trainer Friedel Rausch, um im Oberhaus zu bleiben. Im Sommer 1997 verpflichtete ihn der SV Waldhof Mannheim unter Trainer Uwe Rapolder. Nach nur einem Jahr folgte ein erneuter Wechsel zum griechischen Topklub PAOK Saloniki. Trainer bei den Griechen war damals Oleh Blochin. Bereits zur Hälfte der Saison wechselte Berchthold zu Apollon Athen, bevor er zwischen 1999 und 2001 für den Zweitliga-Klub Alemannia Aachen auflief. Anschließend stand er bis 2003 beim VfL Bochum unter Vertrag stand, mit dem er in die Fußball-Bundesliga aufgestiegen ist. Berchtold kam damals allerdings nicht zum Einsatz und wechselte deshalb zurück in seine Heimat Vorarlberg zum österreichischen Bundesligisten SC Schwarz-Weiß Bregenz, mit dem er den Klassenerhalt schaffte.
2004 wechselte Berchtold abermals nach Oberösterreich, dieses Mal zum SV Ried, wo ihm im ersten Jahr der Aufstieg in die Bundesliga gelang, in der zweiten Saisonhälfte war er Kapitän der Innviertler. Danach zog es ihn wieder zurück zum SC Austria Lustenau, wo er als Kapitän allerdings nach einem halben Jahr den Klub verließ, um für den Rest der Saison für Farul Constanța aufzulaufen. 2007 wechselte Berchtold zum Grazer AK. Seine letzte Profistation war schließlich der damals unbekannte Regionalliga-West-Klub SV Grödig. Mit diesem Verein schaffte er den Aufstieg in die zweithöchste österreichische Spielklasse. Anschließend wurde er beim SV Grödig zum Ehrenkapitän auf Lebzeiten ernannt.

## Trainer
Seit 2010 arbeitet Berchtold als Trainer; seine erste Station war beim FC Rätia Bludenz, bei dem er auch als sportlicher Leiter fungierte. In seiner ersten Saison gelang ihm – noch als Spielertrainer – der Aufstieg in die Vorarlbergliga, der höchsten reinen Amateurliga des Bundeslands. In der Saison 2011/12 schaffte er mit Bludenz den Klassenerhalt, wechselte danach aber in den Nachwuchsbereich und wurde Trainer beim Leistungsnachwuchszentrum in Bludenz, Vorarlberg. Zudem machte sich Berchtold einen Namen als Experte bei der „NEUE am Sonntag“, wo er regelmäßig in einer Kolumne die Leistungen der Vorarlberger Profiklubs SCR Altach, Austria Lustenau und FC Lustenau analysierte. Im Jahr 2013 wurde er Trainer der Vorarlberger U-15-Landesauswahl, mit der er in seiner ersten Saison in der ÖFB-Jugendliga österreichischer U-15-Meister vor Austria Wien wurde. Im Jahr 2014 blieb er in der U-16 Trainer des Teams. Im Sommer 2015 wechselte Berchtold für kurze Zeit als Jugendtrainer zum FC St. Gallen, bevor er bereits im September des gleichen Jahres Assistenztrainer von Damir Canadi beim SC Rheindorf Altach wurde. Im Sommer 2016 übernahm er als Cheftrainer die zweite Mannschaft des Vereins in der Regionalliga West. Nach zwei Jahren beendete er das Engagement und wurde sportlicher Leiter an der AKA Vorarlberg, eine Position, die er heute (Stand: 2023) noch immer ausübt. Ab 2010 war er für einige Jahre auch als stellvertretender Vorsitzender der Vereinigung der Fußballer (VdF) tätig.